# Петряиха (Рузский городской округ)
Петряиха — деревня в Рузском районе Московской области, входящая в сельское поселение Колюбакинское. Население 2 человека на 2006 год. До 2006 года Петряиха входила в состав Барынинского сельского округа
Деревня расположена в северо-восточной части района, примерно в 14 километрах на северо-восток от Рузы, на правом берегу запруженной реки Переволочня (левый приток Озерны), высота центра над уровнем моря 212 м. Ближайшие населённые пункты — Аннино и Стрыгино в 1,5 км на юг и Барынино — в 1,5 км на запад.